# Primula hidakana
Primula hidakana är en viveväxtart som beskrevs av Kingo Miyabe och Kudo. Primula hidakana ingår i släktet vivor, och familjen viveväxter. Utöver nominatformen finns också underarten P. h. kamuiana.